# Paradesmodora toreutes
Paradesmodora toreutes är en rundmaskart som beskrevs av Christian Wieser och Stephen Donald Hopper 1967. Paradesmodora toreutes ingår i släktet Paradesmodora och familjen Desmodoridae. Inga underarter finns listade i Catalogue of Life.